# Carlos Cuéllar
 Carlos Javier Cuéllar Jiménez (* 23. August 1981 in Madrid, Spanien), genannt Carlos Cuéllar, ist ein ehemaliger spanischer Fußballspieler auf der Position des Verteidigers.

## Sportlicher Werdegang
Cuéllar begann seine Karriere bei CD Calahorra. Hier spielte er für ein Jahr. 2001 wurde er von CD Numancia verpflichtet, wo er in zwei Jahren 62 Ligaspiele absolvierte, bevor er 2003 zu seinem ersten großen Verein, CA Osasuna, wechselte.
Bereits in seiner zweiten Saison erreichte er mit Osasuna 2004/05 das Finale des Copa del Rey und wurde in der spanischen Liga Vierter. In der Saison 2006/07 kam er im UEFA-Pokal bis ins Halbfinale, scheiterte aber am späteren Turniersieger FC Sevilla.
Im Sommer 2007 wurde Carlos Cuéllar von den Glasgow Rangers für drei Millionen Euro verpflichtet. Er unterschrieb einen Vier-Jahres-Vertrag. Bei den Rangers gewann er bislang den schottischen Ligapokal 2007/08 und erreichte das Finale das des UEFA-Pokals 2008.
Carlos Cuéllar absolvierte alle acht Spiele bis zum Finale und auch im Endspiel, das mit 0:2 gegen Zenit Sankt Petersburg verloren ging, stand der Spanier auf dem Platz.
Im Jahr 2008 wurde er zum Fußballer des Jahres in Schottland gewählt.
Zur Saison 2008/09 wechselte er für zehn Millionen Euro zu Aston Villa, mit welchen er 2010 das Finale des Ligapokals erreichte. Das Spiel ging jedoch mit 1:2 gegen Manchester United verloren.
Zur Saison 2012/13 wechselte er zu AFC Sunderland um anschließend, nach einem einjährigen Aufenthalt bei Norwich City, zurück nach Spanien zu UD Almería zu wechseln.
Im Sommer 2016 wechselte er nach Israel zu Hapoel Petach Tikwa, woraufhin weitere einjährige Intermezzos bei den Ligakonkurrenten Hapoel Ironi Kirjat Schmona und Beitar Jerusalem folgten. Mit seiner letzten Station Bne Jehuda Tel Aviv gewann er 2019 den israelischen Pokal. Nach kurzer Vereinslosigkeit beendete er im Oktober 2019 seine Karriere.